# Razan Zajtuna
Razan Zajtuna (ang. Razan Zaitouneh lub Zeitunah, ar. رزان زيتونة) (ur. 29 kwietnia 1977) – syryjska prawnik, obrończyni praw człowieka i działaczka społeczna. Angażowała się w syryjskie powstanie w 2011 r. i dokumentowała prawa człowieka. Broniła więźniów politycznych od 2001 r.

## Wyróżnienia
W 2011 r. została uhonorowana Nagrodą Sacharowa, a wcześniej Nagrodą im. Anny Politkowskiej i w 2013 r. międzynarodową nagrodą dla odważnych kobiet (International Women of Courage Award).